# Salmerón (Guadalajara)
Salmerón és un municipi de la província de Guadalajara, a la comunitat autònoma de Castella-La Manxa. Està situat entre entre Valdeolivas i Villaescusa de Palositos.